# Gnophos lineata
Gnophos lineata är en fjärilsart som beskrevs av Nitsche 1926. Gnophos lineata ingår i släktet Gnophos och familjen mätare. Inga underarter finns listade i Catalogue of Life.